# Caça de cabeça
Caça de cabeça é a prática de cortar e preservar a cabeça de uma pessoa depois de matá-la. O headhunting foi praticado em tempos históricos em partes da Oceania, Ásia do Sul e Sudeste da Ásia, África Ocidental e África Central, Mesoamérica e Europa. Ocorreu na Europa até ao final da Idade Média na Irlanda e nas regiões da fronteira anglo-escocesa, e até ao século XX em Montenegro, Croácia, Albânia e partes ocidentais da Herzegovina.